# Hyloniscus marani
Hyloniscus marani là một loài chân đều trong họ Trichoniscidae. Loài này được Frankenberger miêu tả khoa học năm 1940.